# Ilinca Tomoroveanu

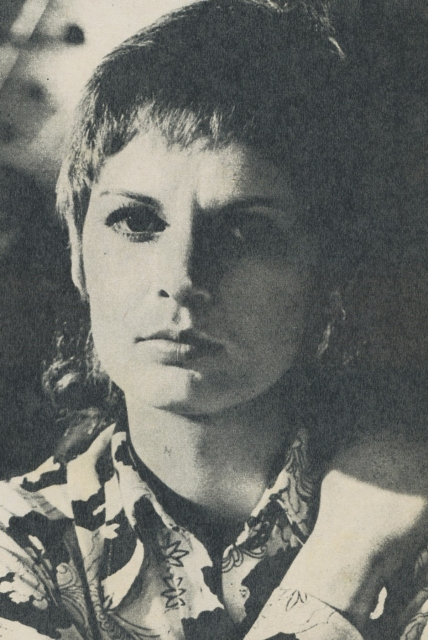
Ilinca Tomoroveanu

Ilinca Tomoroveanu (* 21. August 1941 in Bukarest; † 2. Mai 2019) war eine rumänische Schauspielerin.

## Leben
Ilinca Tomoroveanu schloss 1964 ihr Schauspielstudium an der Nationaluniversität der Theater- und Filmkunst „Ion Luca Caragiale“ (UNATC) ab. Bereits zuvor spielte sie in Filmen wie Liebe einer Nacht und Mitschuldig mit. Außerdem debütierte sie bereits während ihrer Studienzeit am Nationaltheater „Ion Luca Caragiale“. Sie konnte sich als Schauspielerin etablieren und spielte in den folgenden Jahrzehnten vermehrt Theater und vereinzelt beim rumänischen Film mit.
Seit 1977 war Tomoroveanu mit dem Schauspieler Traian Stănescu verheiratet. Das Paar hatte einen gemeinsamen Sohn.

## Filmografie (Auswahl)
- 1963: Liebe einer Nacht (Dragoste lungă de-o seară)
- 1964: Mitschuldig (Partea ta de vina)
- 1966: An den Pforten der Erde (La porțile pământului)
- 1968: Wolkenlose Ferien (Bolondos vakáció)
- 1969: Der Krieg der Prinzessinnen (Războiul Domnițelor)
- 1972: Weil sie sich liebten (Pentru că se iubesc)
- 1991: De-as fi Peter Pan
- 2000: Roberta
- 2007: Cu un pas înainte
- 2010: Moștenirea